# Samantha Sloyan
Samantha Sloyan (4 de janeiro de 1979) é uma atriz americana. Sloyan é mais conhecida por seus papéis em Scandal, Hush, Midnight Mass, e Grey's Anatomy.
Samantha Sloyan nasceu em 1979 na Califórnia. Ela é filha dos atores James Sloyan e Deirdre Lenihan, e tem um irmão, Daniel Sloyan. Sloyan apareceu pela primeira vez no filme independente de 2003, My Life with Morrissey, como uma florista. Ela continuou a aparecer em alguns curtas-metragens como No Shoulder , Shamelove e Autodoc. Em 2009, produziu e estrelou o curta Plus One. Sloyan também atuou como ator convidado em várias séries de televisão, como The Beast , The Forgotten , Law & Order e NCIS. Ela desempenhou um papel recorrente como funcionária da Casa Branca chamada Jeannine Locke nas três primeiras temporadas de Scandal.
Em 2014, Sloyan estrelou como atriz convidada em quatro séries de televisão, incluindo Castle , Parks and Recreation , Hawaii Five-0 e Rizzoli & Isles. Ela interpretou o papel recorrente na série Grey's Anatomy como a Dra. Penelope Blake.  Em 2021, Sloyan interpretou uma fanática católica Beverley Keane, na minissérie Midnight Mass dirigida por Mike Flanagan.